# 布蘭奇堡 (印第安納州)
布蘭奇堡（英語：Fort Branch）是一個位於美國印第安納州吉布森縣的城鎮。

## 人口
根據2010年美國人口普查的數據，布蘭奇堡的面積為2.85平方千米，當中陸地面積為2.82平方千米，而水域面積為0.03平方千米。當地共有人口2771人，而人口密度為每平方千米972人。